# Садовский, Владимир Лаврентьевич
Владимир Лаврентьевич Садовский (18 июль 1909, Пенза - 30 октября 1973, там же) — русский советский писатель и драматург, очеркист, журналист.

## Биография
Родился в семье в польского дворянина, члена партии «Народная воля», который после тюрьмы и каторги был выслан в Пензенский края на постоянное поселение, работал железнодорожником. После окончания школы в 1926 году пошёл работать на железную дорогу. Был учеником слесаря в депо, путевым рабочим дистанции пути Сызрано-Вяземской железной дороги. С 1929 года — станочник на Пензенском велосипедном заводе. Тогда же начал писать свои первые журналистские заметки.
В 1932 году В. Садовского, как активного рабочего корреспондента приняли в штатные сотрудники пензенской газеты «Трудовая правда». Одновременно с работой поступил на учебу на химико-технологический факультет Пермского университета.
Работал в газетах «Рабочая Пенза», «Сталинское знамя», «Полярная правда».
В годы Великой Отечественной войны — корреспондент Совинформбюро, затем трудился в журналах, на радио.
Член Союза писателей СССР.
Похоронен на Новозападном кладбище г. Пензы.

## Творчество
В 1955 году в Пензе вышел первый сборник его рассказов.
Автор романа «Алмазная грань», повестей «Путь под звёздами», «Петербургская ворожея», сборника рассказов «Чембарские истории», рассказов («Подарок», «Девушка из Пскова», «Мольба в ночи», «Четверть часа», «Деревенские новости», «Путешествие во тьме», «Любовь Марфы» и др.), пьес «Испытание любви», «Опалённая юность», «Дорога сквозь мглу», «Цветы-цветочки» и др.
В. Садовским написан ряд произведений для детей, в том числе, «Тик-так», «Святая Елена».